# Magdalensberg
Magdalensberg (en slovène : Štalenska gora) est une commune (Marktgemeinde) autrichienne située dans le district de Klagenfurt-Land (alentours de Klagenfurt), en Carinthie.

## Géographie
La commune de Magdalensberg se situe dans la vallée de la Gurk, sur le bord nord-est du bassin de Klagenfurt.
La municipalité est composée de 40 villages et hameaux: 
 Christofberg, Deinsdorf, Dürnfeld, Eibelhof, Eixendorf, Farchern, Freudenberg, Gammersdorf, Geiersdorf, Göriach, Gottesbichl, Großgörtschach, Gundersdorf, Haag, Hollern, Kleingörtschach, Kreuzbichl, Kronabeth, Lassendorf, Latschach, Leibnitz, Magdalensberg, Matzendorf, Ottmanach, Pirk, Pischeldorf, Portendorf, Reigersdorf, Schöpfendorf, Sillebrücke, St. Lorenzen, St. Martin, St. Thomas, Stuttern, Timenitz, Treffelsdorf, Vellach, Wutschein, Zeiselberg, Zinsdorf. Ainsi que de 13 subdivisions catastrales (Zinsdorf, Reigersdorf, Ottmanach, Wutschein, Gammersdorf, Schurianhof, Timenitz, Vellach, Freudenberg, Portendorf, Zeiselberg, Lassendorf, St. Thomas. Tous les villages ont aussi un nom slovène .

## Le nom
La municipalité reprend le nom de la montagne dominante (Magdalensberg ; en slovène : Štalenska gora), dont le sommet est à 1 050 m d'altitude. Ce fut le centre du royaume celtique de Noricum, dont restent de nombreux vestiges archéologiques,. En l'an 15 apr. J.-C. commença la domination pacifique de l'empire romain qui laissa les vestiges les plus nombreux sur le sommet de la montagne, avec une ville entière nommée Virunum I, à partir de l'an 50 apr. J.-C. Celle-ci fut ultérieurement transférée dans la vallée de Zollfeld (slovène: Gosposvetsko polje) près du centre de la christianisation des Slovènes nommé Maria Saal (slovène : Gospa Sveta / Notre Dame).

## L'Illustrissime

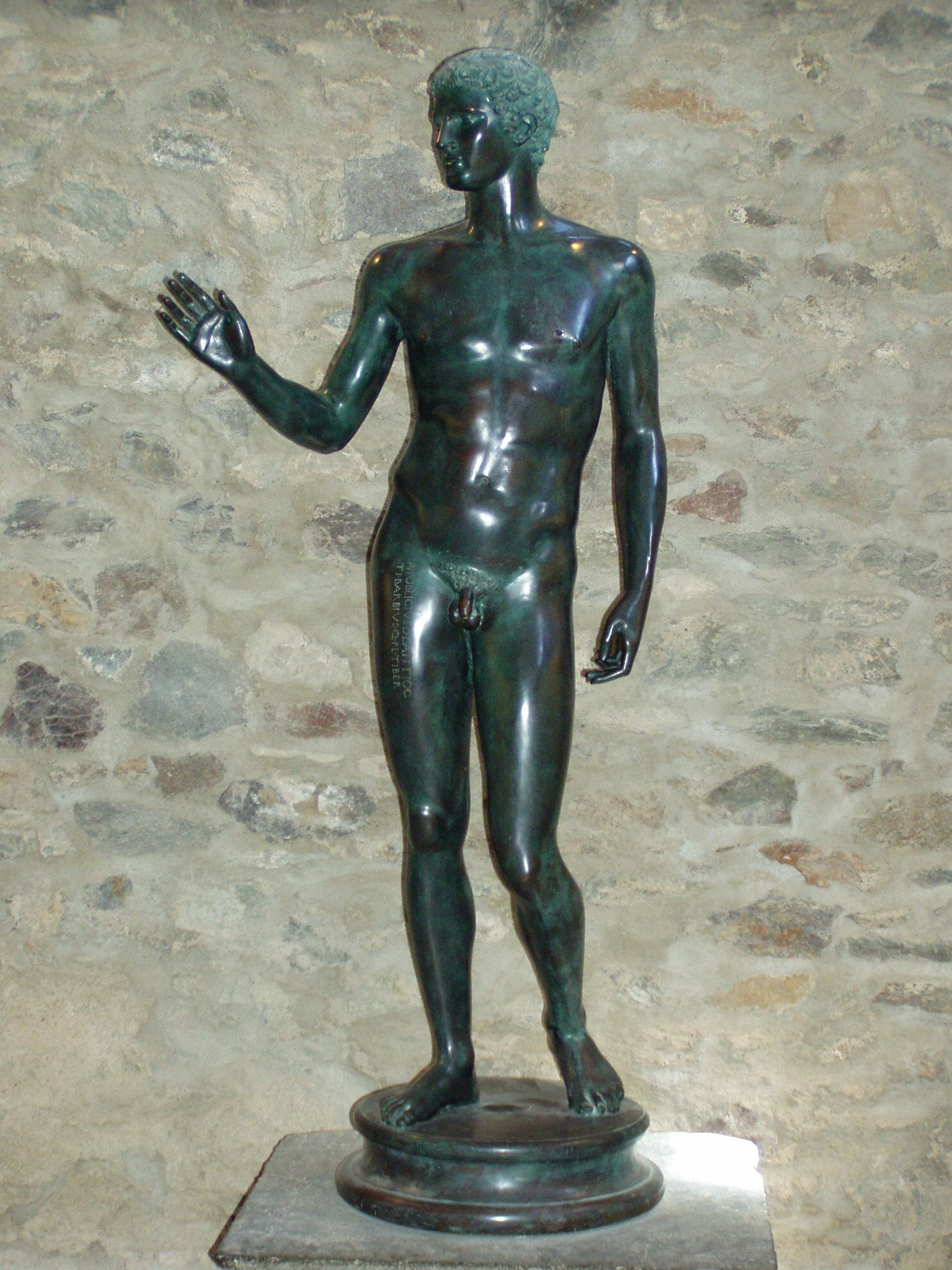
« Le jeune homme du Magdalensberg » : un chef-d'œuvre gréco-latino-celtique

Une trouvaille archéologique spectaculaire fut faite en 1502 : une statue parfaite d'un jeune homme idéal, nommé d'après la montagne où il fut trouvé. Il fut transféré au Musée d'Histoire de l'art de Vienne au début du XIXe siècle. Néanmoins après de longues recherches, il s'avéra que cette sculpture en bronze était en fait la copie d'une copie d'une copie. L'original étant grec du Ve siècle av. J.-C., la copie romaine alliant déjà[Quoi ?] des Celtes des lieux et c'est de cette copie que fut faite une copie pendant la Renaissance. Deux copies ont été faites récemment, une se trouve au musée situé sur la montagne, l'autre dans la capitale régionale sur un carrefour. 

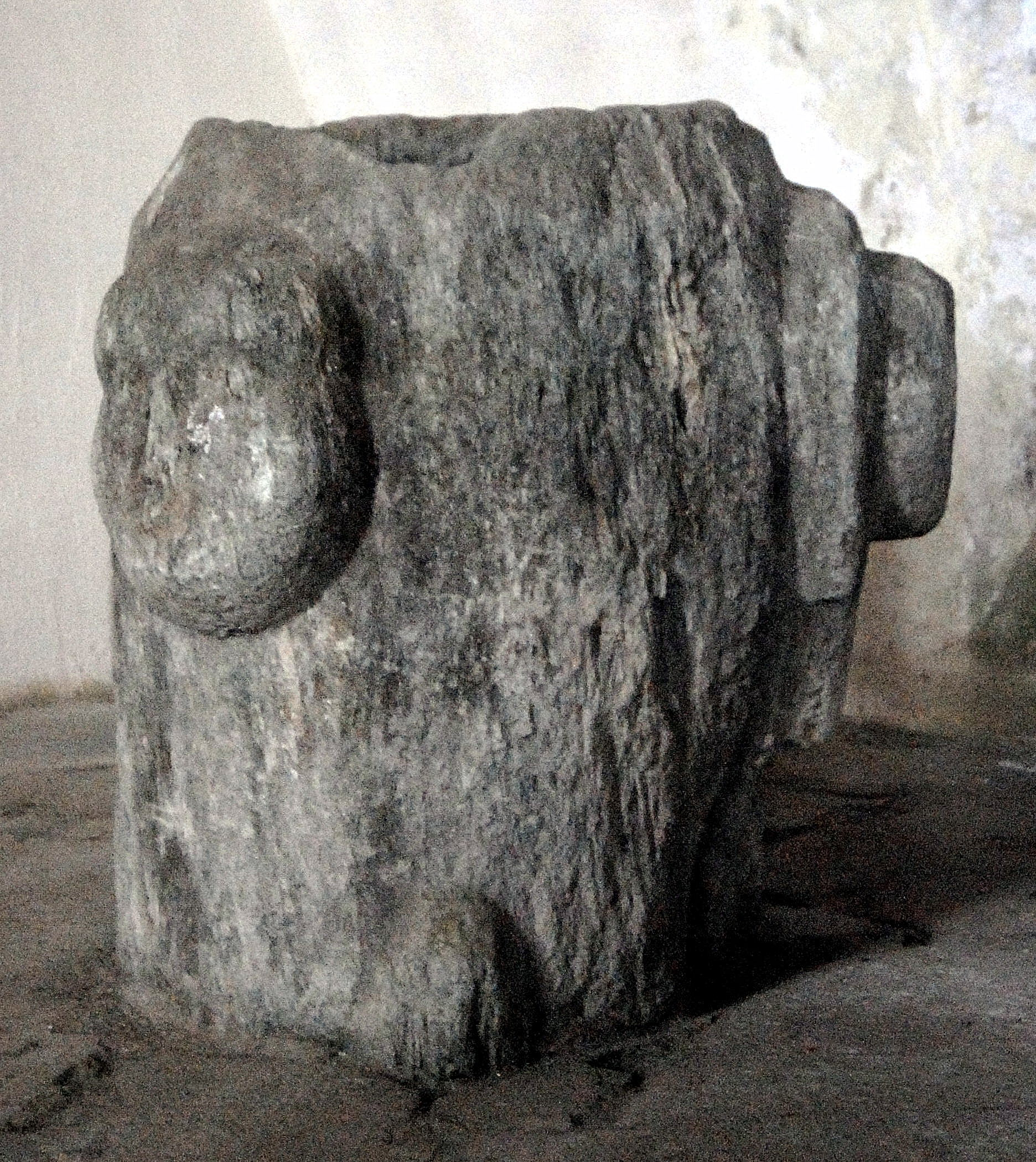
Pierre de culte à trois têtes de Magdalensberg, exemple d'inculturation de la divinité slave de Triglav.

## Histoire

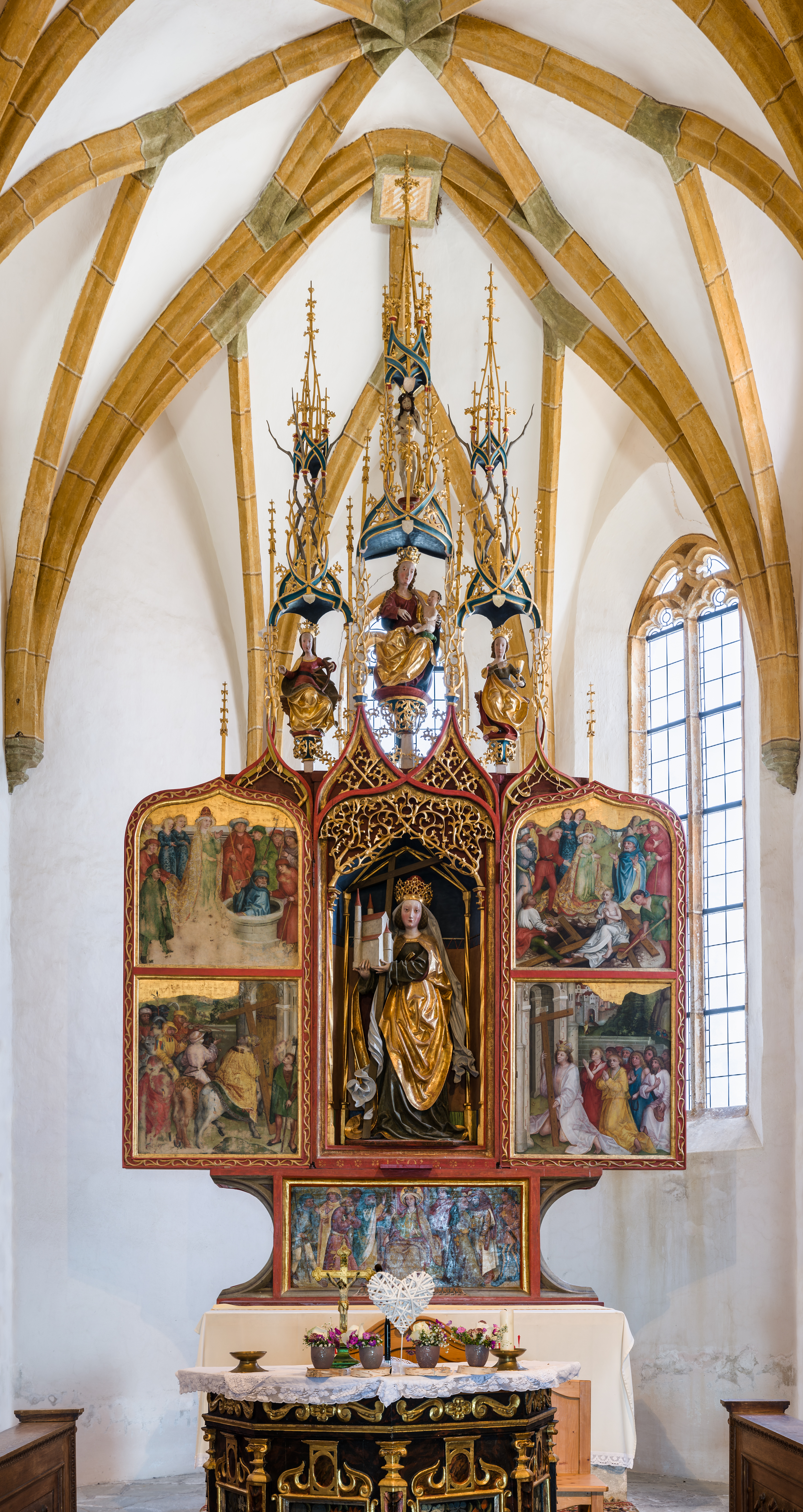
L'autel de l'église Sainte Hélène à Magdalensberg. D'un maître anonyme, réalisé en 1502.

Les relations marchandes entre les Romains et les Celtes du Noricum furent intenses et sont visibles dans les vestiges en partie somptueux de la ville quelque peu sous le sommet de la montagne. 
Au VIe siècle vinrent les Slaves et leurs traditions linguistiques et culturelles se sont préservées jusqu'à nos jours. 

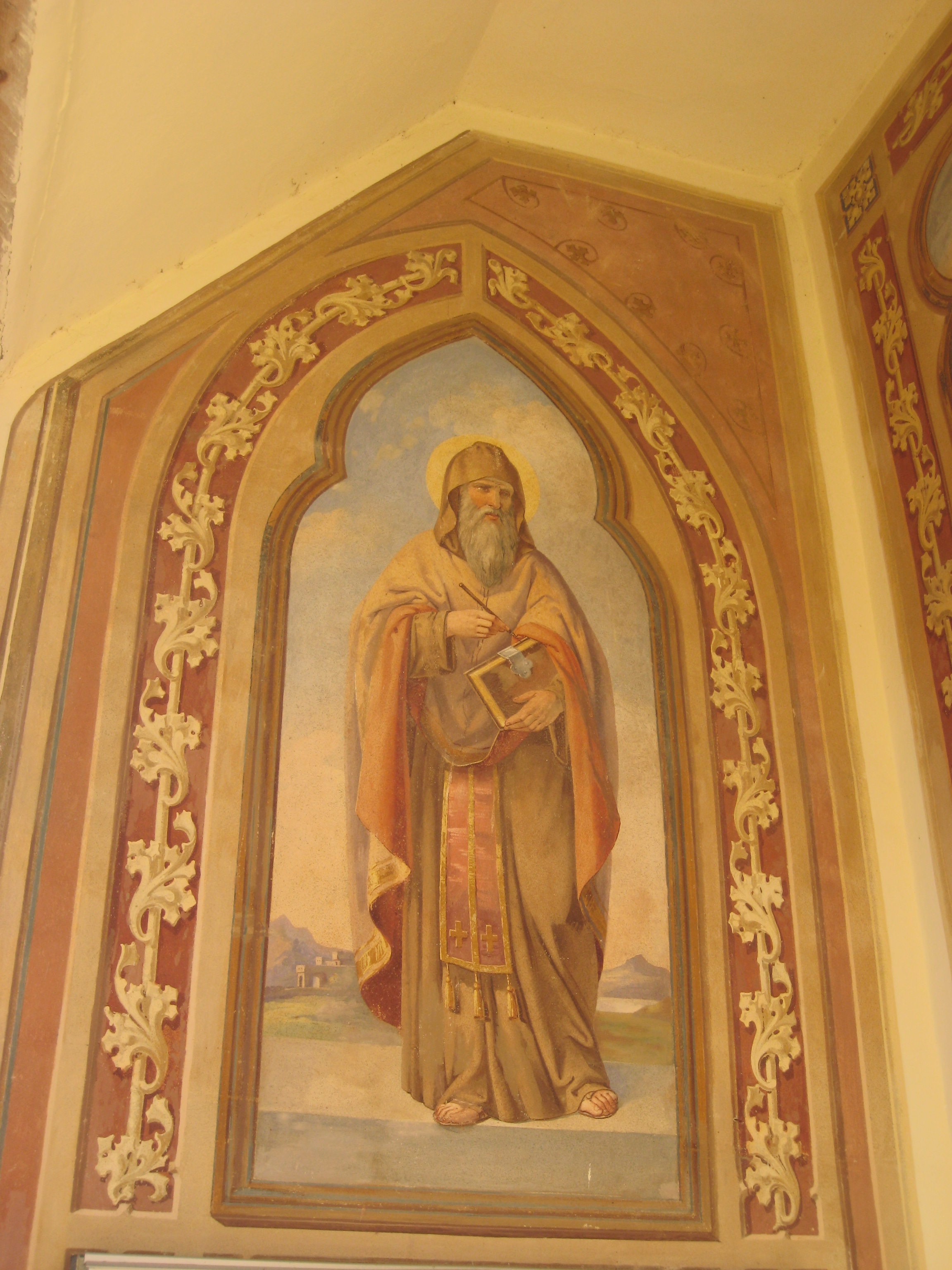
Saint Cyrille, un des saints slaves les plus importants, symbole des Slovènes en ces lieux dans le village de Saint-Martin près de Freudenberg

### Histoire culturelle slovène
Étant donné que les Slaves gardèrent l'emplacement comme centre étatique, la municipalité de Magdalensberg se trouve au cœur même de l'État de Carantanie et est restée un centre de l'histoire culturelle et étatique des Slovènes qui en émanèrent. De nombreux villages se sont en effet développés des structures sociales pré-féodales slaves, connues sous le nom de kosezi et appelées ultérieurement en allemand Edlinger. Les 'kosezi furent les électeurs du chef d'État de la Carantanie. Le rite de l'élection fut entamé dans un village proche de ce côté de la montagne et connut son apogée dans le village de Karnburg (slovène Krnski grad) dans la vallée adjacente de Zollfeld /slovène Gosposvetsko polje) et poursuivi dans une phase ultérieure dans la cathédrale de Maria Saal (slovène Gospa Sveta / Notre Dame). Le rite de l’intronisation fut pris comme modèle d'élection démocratique d'un chef d'État par Thomas Jefferson lorsque fut créée la Constitution des États-Unis. Aussi, les Slaves poursuivirent la tradition du lieu de culte sur le sommet de la montagne. C'est en effet le chercheur et ethnologue slovène Pavle Zablatnik qui identifia l'origine du pèlerinage très spécifique sur le quatre montagnes comme étant d'origine pré-chrétienne, c'est-à-dire que le culte païen a dû connaître une inculturation slave pour parvenir jusqu'à nos jours. Aussi, la sculpture à trois têtes sur le Magdalensberg (aujourd'hui dans l'église au sommet) est très probablement un exemple d'art plastique slave très précoce du VIIIe ou IXe siècle au passage entre paganisme et christianisme et représente une inculturation de la divinité slave de Triglav (le dieu à trois têtes). En effet, si ce fut une pierre de culte toute faite, les chances qu'elle ne fut pas détruite lors de la christianisation seraient très faibles, d'autant plus qu'il s'agit là d'un centre de culte majeur.  De nombreux vestiges de l'histoire culturelle slovène sont encore présents en ces lieux, même si la langue vivante est devenue largement minoritaire. Comme partout en Carinthie, des familles entières slovènes furent déportées dans des camps de travail nazis lors de la Seconde Guerre mondiale en 1942, ce qui eut un effet néfaste après la guerre, car la population slovène craignait dorénavant de parler le slovène. Toutefois, la langue est encore vivante et, artistiquement parlant, créative,,.

## Personnalités
Le chanteur compositeur Udo Jürgens (1934–2014) grandit au château d'Ottmanach.

## Littérature
- Wilhelm Wadl: Magdalensberg: Natur – Geschichte – Gegenwart. Gemeindechronik. Verlag Johannes Heyn, Klagenfurt 1995,  (ISBN 3-85366-812-7).
- Wilhelm Wadl: Der Vierbergelauf. Geschichte – Sinngehalt – Ablauf. Klagenfurt 1985.
- Bojan-Ilija Schnabl: Celovško polje, neznani zaklad osrednje slovenske kulturne pokrajine. Dans: Koroški koledar 2013. Celovec 2012, 107–122.
- Bojan-Ilija Schnabl: Inkulturacija, fenomen kulturnih procesov. Dans: Studia Mitologica Slavica XV (Ljubljana 2012) 231-246. ISSN 1408-6271.